# Plagiobrissus grandis
Plagiobrissus grandis är en sjöborreart som först beskrevs av Gmelin 1788.  Plagiobrissus grandis ingår i släktet Plagiobrissus och familjen lyrsjöborrar. Inga underarter finns listade i Catalogue of Life.